# Rhynchosia chrysoscias
Rhynchosia chrysoscias là một loài thực vật có hoa trong họ Đậu. Loài này được Harv. & Sond. miêu tả khoa học đầu tiên.